# 英格尔巴赫
英格尔巴赫是德国莱茵兰-普法尔茨州的一个市镇。总面积5.08平方公里，总人口552人，其中男性271人，女性281人（2011年12月31日），人口密度109人/平方公里。